# Olíbano

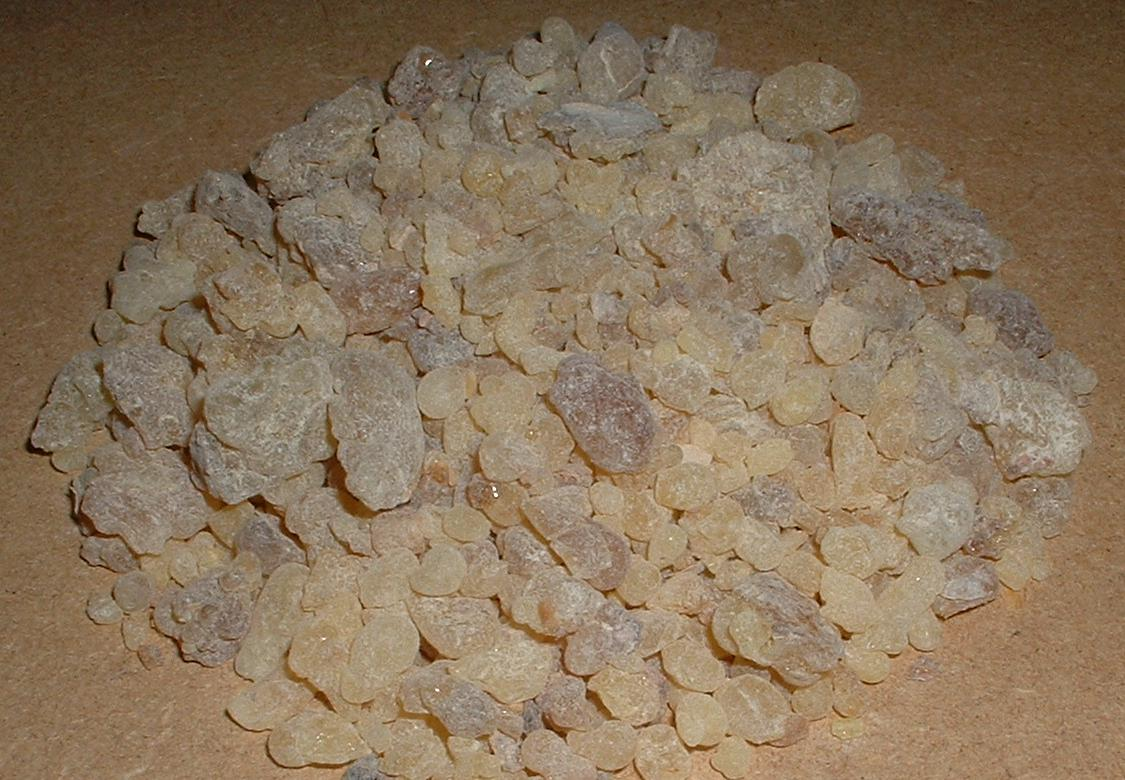
Resina de olíbano.

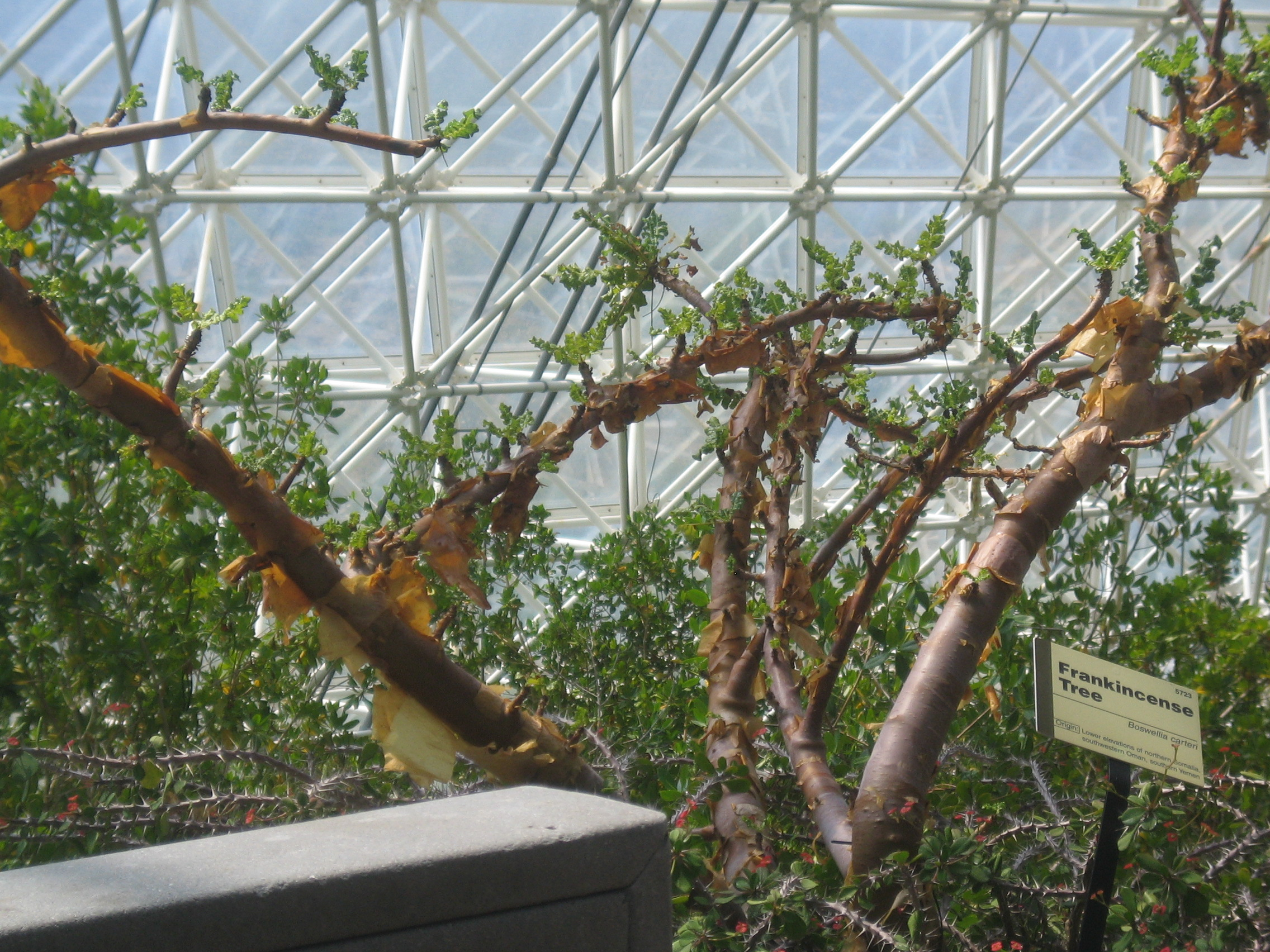
Boswellia carteri, árbol que produce olíbano, creciendo dentro de Biosfera 2.

El olíbano (olibanum, Persa: کندر [Kondoor], Hebreo: לבונה [levoˈna], Árabe: اللبان al-libān o البخور al-bakhūr, Somali: Foox), a veces también llamado franquincienso o francoincienso, es una resina aromática obtenida de varios árboles del género Boswellia. Se usa como incienso, y los somalíes lo emplean como goma de mascar tras las comidas. Su nombre deriva del árabe اللُّبَّان al-lubbān ("la goma"), en referencia a la savia o resina que se obtiene del árbol de olíbano.
El término franquincienso viene del francés antiguo y hace referencia a su prominencia como incienso 'verdadero' o 'franco', es decir, de alta calidad.
Hay varias especies de Boswellia que producen olíbano: Boswellia sacra (sin. B. bhaw-dajiana, sin. B. carteri), B. frereana, B. serrata (B. thurifera, olíbano indio) y B. papyrifera. La resina de cada uno está disponible en varios grados, que dependen del momento de su cosecha. La resina se clasifica a mano por su calidad.
Según el Nuevo Testamento, los Reyes Magos llevaron como ofrendas al niño Jesús tres regalos: oro, mirra y el olíbano, más conocido como incienso aromático o francoincienso.